# Svein Engen
Svein Engen (ur. 27 marca 1953 w Hønefoss) – norweski biathlonista, olimpijczyk. W Pucharze Świata zadebiutował 13 stycznia 1978 r. w Ruhpolding, gdzie zajął piąte miejsce w biegu indywidualnym. Tym samym już w swoim debiucie zdobył pierwsze punkty. Dwukrotnie stawał na podium zawodów tego cyklu: 1 kwietnia 1978 roku w Sodankylä był trzeci w biegu indywidualnym, a 14 stycznia 1982 roku w Egg w tej samej konkurencji zwyciężył. Najlepsze wyniki osiągnął w sezonie 1981/1982, kiedy zajął dziesiąte miejsce w klasyfikacji generalnej. W 1976 roku wystąpił na igrzyskach olimpijskich w Innsbrucku, zajmując 20. miejsce w biegu indywidualnym oraz piąte w sztafecie. Podczas rozgrywanych cztery lata później igrzysk w Lake Placid był czwarty w obu tych konkurencjach. Indywidualnie walkę o podium przegrał z Eberhardem Röschem z NRD. Był też między innymi dziesiąty w sprincie na mistrzostwach świata w Ruhpolding w 1979 roku.

## Osiągnięcia

### Igrzyska olimpijskie
| Rok  | Miejscowość | Konkurencje | Konkurencje | Konkurencje | Konkurencje | Konkurencje | Konkurencje | Konkurencje |
| Rok  | Miejscowość | IN          | SP          | PU          | MS          | RL          | MR          | SR          |
| ---- | ----------- | ----------- | ----------- | ----------- | ----------- | ----------- | ----------- | ----------- |
| 1976 | Innsbruck   | 20.         | nd.         | nd.         | nd.         | 5.          | nd.         | –           |
| 1980 | Lake Placid | 4.          | –           | nd.         | nd.         | 4.          | nd.         | –           |

### Mistrzostwa świata
| Rok  | Miejscowość | Konkurencje | Konkurencje | Konkurencje | Konkurencje | Konkurencje | Konkurencje | Konkurencje |
| Rok  | Miejscowość | IN          | SP          | PU          | MS          | RL          | MR          | SR          |
| ---- | ----------- | ----------- | ----------- | ----------- | ----------- | ----------- | ----------- | ----------- |
| 1977 | Vingrom     | 9.          | 19.         | nd.         | nd.         | 4.          | nd.         | –           |
| 1978 | Hochfilzen  | 26.         | –           | nd.         | nd.         | –           | nd.         | –           |
| 1979 | Ruhpolding  | –           | 10.         | nd.         | nd.         | –           | nd.         | –           |
| 1981 | Lahti       | –           | 24.         | nd.         | nd.         | –           | nd.         | –           |

### Puchar Świata

#### Miejsca w klasyfikacji generalnej
| Sezon     | Miejsce |
| --------- | ------- |
| 1977/1978 | 11.     |
| 1978/1979 | 18.     |
| 1979/1980 | ?       |
| 1980/1981 | ?       |
| 1981/1982 | 10.     |
| 1983/1984 | 51.     |

#### Miejsca na podium chronologicznie
| Lp. | Dzień       | Rok  | Miejscowość | Konkurencja                | Lokata | Pudła   | Czas biegu | Strata  | Zwycięzca     |
| --- | ----------- | ---- | ----------- | -------------------------- | ------ | ------- | ---------- | ------- | ------------- |
| 1.  | 1 kwietnia  | 1978 | Sodankylä   | Bieg indywidualny na 20 km | 3.     | 0+0+0+0 | 1:08:26,4  | +1:27,2 | Klaus Siebert |
| 2.  | 14 stycznia | 1982 | Egg         | Bieg indywidualny na 20 km | 1.     | 0+1+0+2 | 1:08:37,8  | –       | –             |